# 大溪國小日式宿舍
大溪國小日式宿舍，是一座位於臺灣桃園市大溪區普濟路的日式宿舍群建築，為原大溪公學校（今桃園市大溪區大溪國民小學）的附屬設施。目前已登錄為桃園市歷史建築，作為桃園市立大溪木藝生態博物館的展館開放參觀。

## 沿革
臺灣日治時期，由於臺灣總督府推行學校教育，大溪鎮耆老呂鷹揚、呂建邦、黃炳南、簡送德、李賡颺、王式璋、廖希珍、林維龍、江次德等地方耆老與仕紳，發起「組織建校委員會」申請建校；他們為了籌措新校舍的經費，共同出錢出力，並捐出學田的土地給學校作為校產。並於1897年11月由台北國語傳習所大嵙崁分教場改制大嵙崁公學校。以致在1898年(明治31年)發布「臺灣公學校令」及「台灣總督府小學校官制」，正式成立「大嵙崁公學校」。
1921年，因應配合總督府地方制度改正，「大嵙崁公學校」改至「大溪公學校」。其中日式宿舍群則屬此時所建立之附屬設施。其官舍依其頒佈之「臺灣總督府官舍建築標準」規定標準性質而興建，使用者級職區份「高等官舍」及「判任官舍」兩類。，大溪公學校後在1941年更名為大溪宮前國民學校。 
第二次世界大戰結束後， 公學校校名改為「大溪鎮大溪國民學校」。其學校官舍的最後一任住戶後由大溪國中的英文老師陳茂林與其家屬居住。其夫人陳王翠梧女士曾在屋裡教授裁縫，成立「溪光縫紉補習班」。後來因屋況過於陳舊，陳家遂遷離。
2007年12月24日，校長官舍和教師宿舍以「大溪國小日式宿舍」之名由桃園縣文化局登錄歷史建築，校長官舍則於2014年11月20日整修完成，保留了木材建築構造；現今獨棟校長官舍以「壹號館」之名作為大溪木藝生態博物館的展示資訊平台使用。其建築群也成大溪地區唯一留存現代初等教育肇始的學校建築物。
2019年，壹號館獲得《古蹟歷史建築紀念建築管理維護評鑑獎勵要點》優良個案獎。

## 建築設計

### 校長官舍
位於中正路68號，原作為小學校校長使用官舍使用，立面為英式雨淋板形之典型日式官舍建築，在戰後則作為裁縫技藝的場所，門口亦因此掛有「溪光縫紉補習班」的牌匾。大溪國小日式宿舍於2007年12月24日成為歷史建築，也因為是大溪木藝生態博物館中第一棟修繕開放的空間，而獲賦予「壹號館」的稱呼。周圍的草皮空地左側種有兩棵年代久遠的老樹。
今日，該建築物作為大溪木藝生態博物館壹號館開放參觀。其建築內部則包括玄關、應接室、座敷、茶之間、台所、便所、風呂以及東北側子供室等日式宿舍基本空間格局。

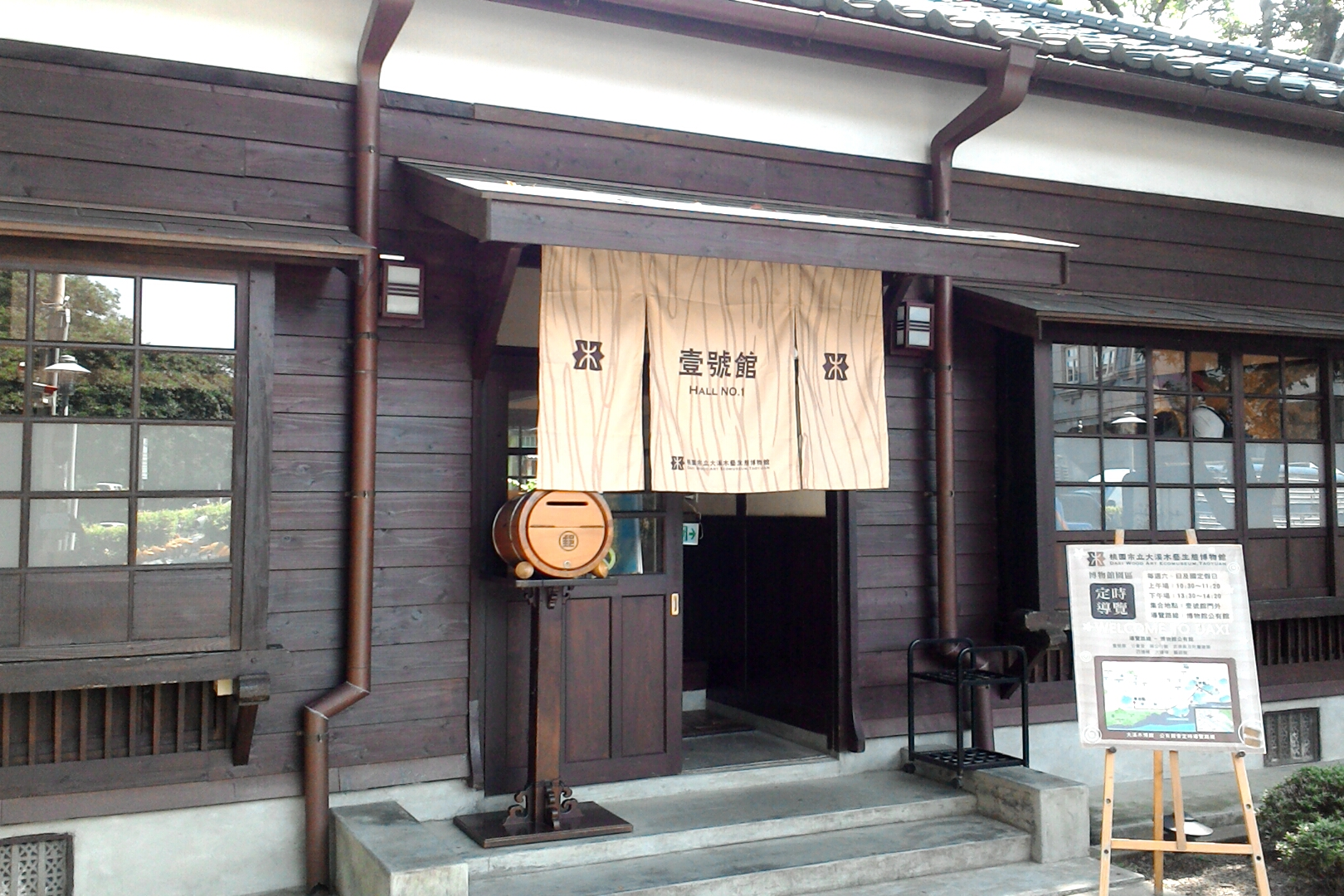
入口
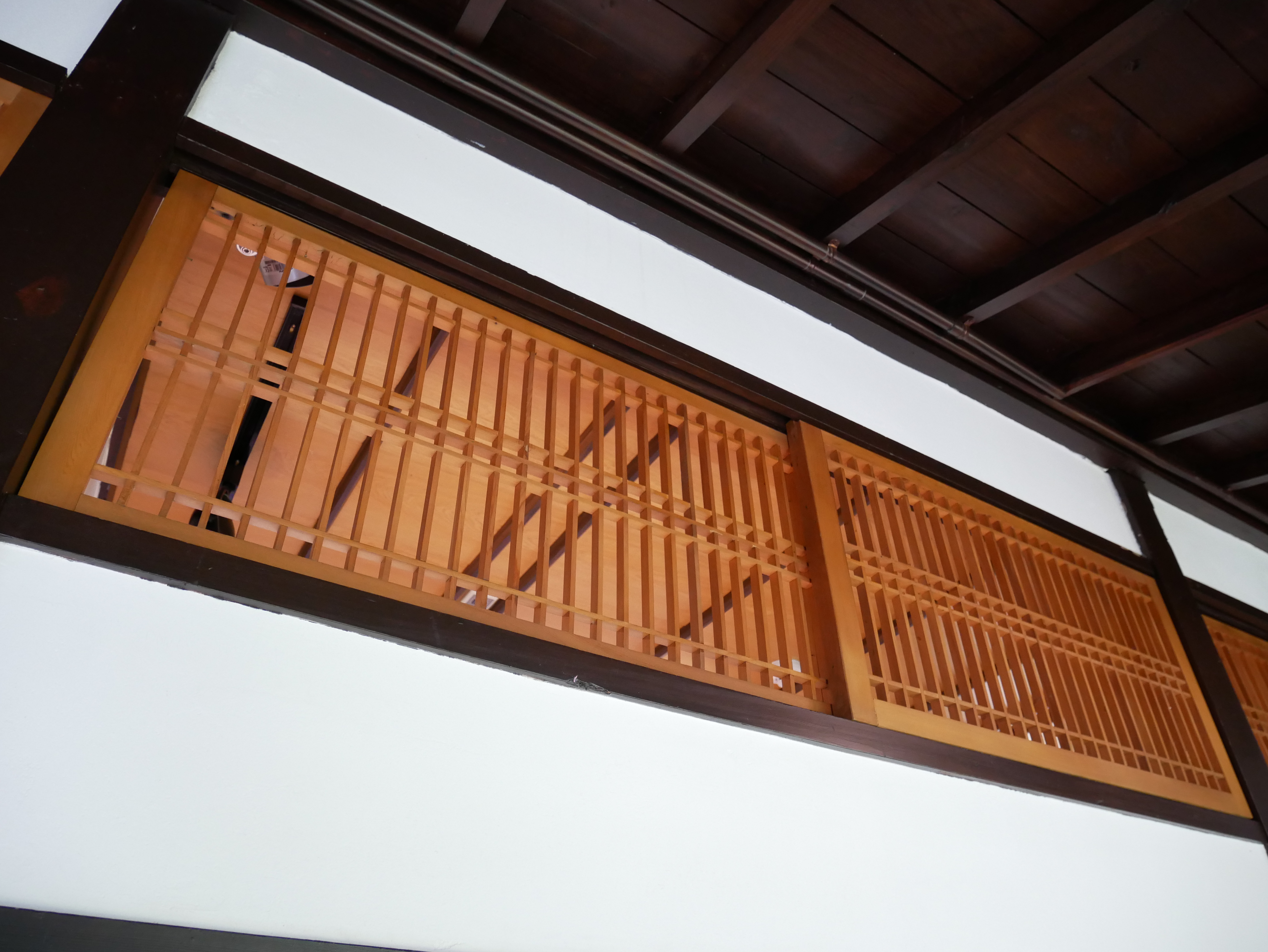
欄間

### 教師宿舍
位於普濟路84巷3號、4號，屬於原為二戶雙拼對稱型丙種判任官舍。屋頂主要為切妻屋根及三組小組切妻屋根垂直搭接之組合型式，立面為英式雨淋板作法。其空間內容包括入口玄關、座敷、居間、床之間、押入、書齋、便所等設施。
2020年，教師宿舍由大溪木藝生態博物館協助大溪國小，辦理歷史建築修復設計計畫。

## 另見
- 大溪警察局宿舍群
- 大溪武德殿
- 大溪公會堂

## 外部連結
- 壹號館-桃園市立大溪木藝生態博物館 （页面存档备份，存于）
- 大溪國小日式宿舍 - 大溪歷史街坊再造協會 （页面存档备份，存于）
- 大溪國小日式宿舍 - 文化資源地理資訊系統- 中央研究院 （页面存档备份，存于）